# Église Notre-Dame-de-la-Nativité de Boves
L'église Notre-Dame-de-la-Nativité de Boves est située en France dans le centre du bourg de Boves, dans le département de la Somme au sud de la ville d'Amiens, au pied de la motte féodale.

## Historique
En 1804, fut décidé, par la municipalité de Boves, la construction d'une nouvelle église pour mettre fin aux querelles opposant les habitants jusque-là desservis par deux paroisses Saint-Nicolas et Notre-Dame. 
On confia à un enfant du pays, Étienne-Hippolyte Godde, le soin de dessiner les plans et de conduire les travaux. Associé à Hippolyte Couvreur, il présenta un projet en 1805. La première pierre fut posée en 1808, mais les travaux furent ralentis par des difficultés rencontrées dans les fondations. 
En 1838, le décor de l'église n'était pas encore réalisé.
L'église de Boves est protégée partiellement (élévation et toiture) au titre des monuments historiques : inscription par arrêté du 29 octobre 1975.

## Caractéristiques
L'église de Boves est construite en pierre, elle est de style néo-classique. Sa façade à l'allure d'un temple grec avec son portail précédé d'un portique à quatre colonnes massives à chapiteau dorique, surmonté d'un fronton triangulaire. La toiture en ardoise laisse apparaître un clocher quadrangulaire à la base duquel se trouve une horloge.
L'intérieur est éclairé par les hautes fenêtres de la nef. Le chœur avec abside en cul de four est décoré de peintures religieuses : Sainte Ulfe, saint Domice ; sainte Godeberte ; saint Fuscien et saint Gentien, et, un ange, du peintre Gustave Riquet.
Le mobilier est composé d'un maître-autel et d'autels secondaires, d'une chaire à prêcher, de statues, d'un banc de communion, etc.
L'orgue a été construit en 1914 par la manufacture Félix Van den Brande d'Amiens. En 1953 l'orgue fut relevé et modifié par la manufacture Roethinger de Strasbourg. En 1983 la manufacture Jean-Marc Cicchero de Gentilly procéda à un relevage, à une réharmonisation et à des modifications.